# Grèce aux Jeux olympiques d'été de 2016
La Grèce participe aux Jeux olympiques d'été de 2016 à Rio de Janeiro au Brésil du 5 août au 21 août. Il s'agit de sa 28e participation à des Jeux d'été.

## Médaillés

### Médailles d’or
| Sport                  | Discipline               | Athlète(s)             | Performance | Date    |
| ---------------------- | ------------------------ | ---------------------- | ----------- | ------- |
| Médailles d’or : 3     |                          |                        |             |         |
| Tir                    | Pistolet à 25 m femmes   | Ánna Korakáki          | 8           | 9 août  |
| Gymnastique artistique | Anneaux                  | Elefthérios Petroúnias | 16,000      | 15 août |
| Athlétisme             | Saut à la perche féminin | Ekateríni Stefanídi    | 4,85 m      | 19 août |

| Sport                  | Discipline   | Athlète(s)          | Performance       | Date    |
| ---------------------- | ------------ | ------------------- | ----------------- | ------- |
| Médailles d’argent : 1 |              |                     |                   |         |
| Natation               | 10 km hommes | Spyrídon Yianniótis | 1 h 52 min 59 s,8 | 16 août |

| Sport                   | Discipline                          | Athlète(s)                        | Performance | Date    |
| ----------------------- | ----------------------------------- | --------------------------------- | ----------- | ------- |
| Médailles de bronze : 2 |                                     |                                   |             |         |
| Tir                     | Pistolet à 10 m air comprimé femmes | Ánna Korakáki                     | 177,7       | 7 août  |
| Voile                   | 470 hommes                          | Panayiótis Mántis Pávlos Kayialís | 71,0        | 18 août |

| Sport                  | Médaille d'or, Jeux olympiques | Médaille d'argent, Jeux olympiques | Médaille de bronze, Jeux olympiques | Total |
| Athlétisme             | 1                              | 0                                  | 0                                   | 1     |
| Gymnastique artistique | 1                              | 0                                  | 0                                   | 1     |
| Natation               | 0                              | 1                                  | 0                                   | 1     |
| Tir                    | 1                              | 0                                  | 1                                   | 2     |
| Voile                  | 0                              | 0                                  | 1                                   | 1     |
| Total                  | 3                              | 1                                  | 2                                   | 6     |

| Jour    | Médaille d'or, Jeux olympiques | Médaille d'argent, Jeux olympiques | Médaille de bronze, Jeux olympiques | Total |
| 6 août  | 0                              | 0                                  | 0                                   | 0     |
| 7 août  | 0                              | 0                                  | 1                                   | 1     |
| 8 août  | 0                              | 0                                  | 0                                   | 0     |
| 9 août  | 1                              | 0                                  | 0                                   | 1     |
| 10 août | 0                              | 0                                  | 0                                   | 0     |
| 11 août | 0                              | 0                                  | 0                                   | 0     |
| 12 août | 0                              | 0                                  | 0                                   | 0     |
| 13 août | 0                              | 0                                  | 0                                   | 0     |
| 14 août | 0                              | 0                                  | 0                                   | 0     |
| 15 août | 1                              | 0                                  | 0                                   | 1     |
| 15 août | 0                              | 1                                  | 0                                   | 1     |
| 16 août | 0                              | 0                                  | 0                                   | 0     |
| 17 août | 0                              | 0                                  | 0                                   | 0     |
| 18 août | 0                              | 0                                  | 1                                   | 1     |
| 19 août | 1                              | 0                                  | 0                                   | 1     |
| 20 août | 0                              | 0                                  | 0                                   | 0     |
| 21 août | 0                              | 0                                  | 0                                   | 0     |
| Total   | 3                              | 1                                  | 2                                   | 6     |

| Sexe   | Médaille d'or, Jeux olympiques | Médaille d'argent, Jeux olympiques | Médaille de bronze, Jeux olympiques | Total |
| Hommes | 1                              | 1                                  | 1                                   | 3     |
| Femmes | 2                              | 0                                  | 1                                   | 3     |
| Mixtes | 0                              | 0                                  | 0                                   | 0     |
| Total  | 3                              | 1                                  | 2                                   | 6     |

| Multiples médaillés | Multiples médaillés | Multiples médaillés            | Multiples médaillés                | Multiples médaillés                 | Multiples médaillés | Multiples médaillés |
| ------------------- | ------------------- | ------------------------------ | ---------------------------------- | ----------------------------------- | ------------------- | ------------------- |
| Nom                 | Sport               | Médaille d'or, Jeux olympiques | Médaille d'argent, Jeux olympiques | Médaille de bronze, Jeux olympiques | Total               |                     |
| Ánna Korakáki       | Tir                 | 1                              | 0                                  | 1                                   | 2                   |                     |

## Athlétisme

### Homme

#### Course
| Athlètes                    | Compétitions     | Série   | Série   | Demi-Finales | Demi-Finales | Finale          | Finale  |
| --------------------------- | ---------------- | ------- | ------- | ------------ | ------------ | --------------- | ------- |
| Athlètes                    | Compétitions     | Temps   | Rang    | Temps        | Rang         | Temps           | Rang    |
| Likoúrgos-Stéfanos Tsákonas | 200 mètres       | 20 s 31 | 3e      | 20 s 63      | 7e           | Éliminé         | Éliminé |
| Hristoforos Merousis        | Marathon         | NC      | NC      | NC           | NC           | 2 h 29 min 39 s | 116e    |
| Michael Kalomiris           | Marathon         | NC      | NC      | NC           | NC           | 2 h 37 min 03 s | 132e    |
| Konstadínos Douvalídis      | 110 mètres haies | 13 s 41 | 1er     | 13 s 47      | 5e           | Éliminé         | Éliminé |
| Alexandros Papamichail      | 20 km marche     | Éliminé | Éliminé | Éliminé      | Éliminé      | 1 h 21 min 55 s | 20e     |
| Alexandros Papamichail      | 50 km marche     | Éliminé | Éliminé | Éliminé      | Éliminé      | 3 h 59 min 21 s | 28e     |

#### Concours
| Athlétes               | Compétitions      | Série    | Série | Finale   | Finale  |
| ---------------------- | ----------------- | -------- | ----- | -------- | ------- |
| Athlétes               | Compétitions      | Résultat | Rang  | Résultat | Rang    |
| Konstadínos Baniótis   | Saut en hauteur   | 2,22 m   | 34e   | Éliminé  | Éliminé |
| Konstadínos Filippídis | Saut à la perche  | 5,70 m   | 2e    | 5,50 m   | 7e      |
| Miltiádis Tedóglou     | Saut en longueur  | 7,64 m   | 27e   | Éliminé  | Éliminé |
| Nicholas Scarvellis    | Lancer du poids   | 19,37 m  | 27e   | Éliminé  | Éliminé |
| Mihaíl Anastasákis     | Lancer du marteau | 71,28 m  | 20e   | Éliminé  | Éliminé |

### Femme

#### Course
| Athlètes              | Compétitions     | Série   | Série | Demi-finales | Demi-finales | Finale          | Finale  |
| --------------------- | ---------------- | ------- | ----- | ------------ | ------------ | --------------- | ------- |
| Athlètes              | Compétitions     | Temps   | Rang  | Temps        | Rang         | Temps           | Rang    |
| María Belibasáki      | 200 mètres       | 23 s 19 | 4e    | Éliminé      | Éliminé      | Éliminé         | Éliminé |
| Irini Vasiliou        | 400 mètres       | 54 s 37 | 7e    | Éliminé      | Éliminé      | Éliminé         | Éliminé |
| Alexi Pappas          | 10 000 mètres    | NC      | NC    | NC           | NC           | 31 min 36 s 16  | 17e     |
| Ourania Rebouli       | Marathon         | NC      | NC    | NC           | NC           | 2 h 46 min 32 s | 88e     |
| Sofia Riga            | Marathon         | NC      | NC    | NC           | NC           | 2 h 49 min 07 s | 103e    |
| Panayiota Vlahaki     | Marathon         | NC      | NC    | NC           | NC           | 2 h 59 min 12 s | 118e    |
| Elisávet Pesirídou    | 100 mètres haies | 13 s 10 | 7e    | Éliminé      | Éliminé      | Éliminé         | Éliminé |
| Antigoni Drisbioti    | 20 km marche     | NC      | NC    | NC           | NC           | 1 h 32 min 32 s | 15e     |
| Panayiota Tsinopoulou | 20 km marche     | NC      | NC    | NC           | NC           | 1 h 38 min 24 s | 47e     |

## Aviron
Légende: FA = finale A (médaille) ; FB = finale B (pas de médaille) ; FC = finale C (pas de médaille) ; FD = finale D (pas de médaille) ; FE = finale E (pas de médaille) ; FF = finale F (pas de médaille) ; SA/B = demi-finales A/B ; SC/D = demi-finales C/D ; SE/F = demi-finales E/F ; QF = quarts de finale; R= repêchage
Hommes
| Athlète                                                                 | Compétition                      | Séries        | Séries | Repêchage | Repêchage | Demi-finales  | Demi-finales | Finale        | Finale |
| Athlète                                                                 | Compétition                      | Temps         | Rang   | Temps     | Rang      | Temps         | Rang         | Temps         | Rang   |
| ----------------------------------------------------------------------- | -------------------------------- | ------------- | ------ | --------- | --------- | ------------- | ------------ | ------------- | ------ |
| Dionisis Angelopoulos Ioánnis Chrístou Ioánnis Tsílis Geórgios Tziállas | Quatre sans barreur              | 5 min 59 s 65 | 2 SA/B | exempt    | exempt    | 6 min 24 s 04 | 5 FB         | 6 min 00 s 56 | 8e     |
| Spyridon Giannaros Panagiotis Magdanis Stéfanos Doúskos Ioannis Petrou  | Quatre sans barreur poids légers | 6 min 05 s 27 | 3 SA/B | exempt    | exempt    | 6 min 23 s 95 | 3 FA         | 6 min 36 s 47 | 6e     |

Femmes
| Athlète                               | Compétition    | Séries        | Séries | Repêchage | Repêchage | Demi-finales  | Demi-finales | Finale        | Finale |
| Athlète                               | Compétition    | Temps         | Rang   | Temps     | Rang      | Temps         | Rang         | Temps         | Rang   |
| ------------------------------------- | -------------- | ------------- | ------ | --------- | --------- | ------------- | ------------ | ------------- | ------ |
| Sofía Asoumanáki Ekateríni Nikolaïdou | Deux de couple | 7 min 20 s 64 | 3 SA/B | exempt    | exempt    | 6 min 51 s 99 | 1 FA         | 7 min 48 s 62 | 4e     |

## Cyclisme

### Cyclisme sur route
| Athlète            | Compétition            | Temps           | Rang |
| ------------------ | ---------------------- | --------------- | ---- |
| Ioánnis Tamourídis | Course en ligne hommes | 6 h 30 min 05 s | 51e  |

### Cyclisme sur piste
Keirin
| Athlète            | Compétition   | 1er tour | Repêchage | 2e tour | Finale |
| Athlète            | Compétition   | Rang     | Rang      | Rang    | Rang   |
| ------------------ | ------------- | -------- | --------- | ------- | ------ |
| Chrístos Volikákis | Keirin hommes |          |           |         |        |

### VTT
| Athlète        | Compétition              | Temps | Rang |
| -------------- | ------------------------ | ----- | ---- |
| Periklís Ilías | Cross-country VTT hommes |       |      |

## Escrime
| Athlète                  | Compétition        | 1/32 de finale   | 1/16 de finale   | 1/8 de finale    | Quarts de finale | Demi-finales     | Match pour la médaille de bronze Matchs de classement 5-8 | Match pour la médaille de bronze Matchs de classement 5-8 | Finale           | Finale |
| Athlète                  | Compétition        | Adversaire Score | Adversaire Score | Adversaire Score | Adversaire Score | Adversaire Score | Adversaire Score                                          | Rang                                                      | Adversaire Score | Rang   |
| ------------------------ | ------------------ | ---------------- | ---------------- | ---------------- | ---------------- | ---------------- | --------------------------------------------------------- | --------------------------------------------------------- | ---------------- | ------ |
| A.-M. Kontochristopoulou | Fleuret individuel | Đỗ 13-15         | Éliminée         | Éliminée         | Éliminée         | Éliminée         | Éliminée                                                  | Éliminée                                                  | Éliminée         | 33e    |
| Vassilikí Vouyioúka      | Sabre individuel   | NC               | Wozniak 15-8     | Egorian 11-15    | Éliminée         | Éliminée         | Éliminée                                                  | Éliminée                                                  | Éliminée         | 13e    |

## Natation
| Athlète          | Épreuve        | Séries  | Séries | Demi-finales | Demi-finales | Finale   | Finale   |
| Athlète          | Épreuve        | Temps   | Rang   | Temps        | Rang         | Temps    | Rang     |
| ---------------- | -------------- | ------- | ------ | ------------ | ------------ | -------- | -------- |
| Kristel Vrouna   | 100 m papillon | 58 s 89 | 22e    | Éliminée     | Éliminée     | Éliminée | Éliminée |
| Ánna Dountounáki | 100 m papillon | 58 s 27 | 17e    | Éliminée     | Éliminée     | Éliminée | Éliminée |

| Athlète              | Épreuve      | Séries        | Séries | Demi-finales | Demi-finales | Finale  | Finale  |
| Athlète              | Épreuve      | Temps         | Rang   | Temps        | Rang         | Temps   | Rang    |
| -------------------- | ------------ | ------------- | ------ | ------------ | ------------ | ------- | ------- |
| Dimítrios Dimitríou  | 400 m libre  | 3 min 54 s 98 | 41e    | NC           | NC           | Éliminé | Éliminé |
| Panagiotis Samilidis | 100 m brasse | 1 min 00 s 35 | 19e    | Éliminé      | Éliminé      | Éliminé | Éliminé |

## Tir à l'arc
| Evangelía Psárra | Individuel femmes | 596 pts | 55e | Battue par Kawanaka (10) 3 - 7 | NC | NC | NC | NC | NC | NC | NC | NC |

## Water-polo

### Tournoi masculin
L'équipe de Grèce de water-polo masculin se qualifie pour les Jeux en terminant troisième du tournoi de water-polo aux Championnats du monde de natation 2015.